# Estudis d'àrea
Els estudis d'àrea (en anglès: area studies, en alemany: Regionalwissenschaft) són una disciplina que neix dels estudis culturals i que s'ocupa d'analitzar tot el referit a una zona cultural o geogràfica, partint de la interdisciplinarietat. Així, estudia la geografia, història, literatura i costums d'una regió, així com les seves relacions amb les altres o la visió que es té d'ella. Van néixer com a estudis reglats als Estats Units i posteriorment es van estendre a altres països (per exemple a Espanya hi ha tradició sobre Estudis d'Àsia Oriental).
A les universitats s'ofereixen nombroses carreres en estudis d'àrea, per exemple: sinologia, japonologia, indologia, estudis europeus, etc. És comú que l'estudi d'idiomes tingui un paper preponderant en aquestes.
S'han de diferenciar els estudis de filologia, com per ex. lletres angleses, que s'ocupen fonamentalment dels estudis de llengua i cultura anglesa.
En geografia humana s'investiguen els estudis d'àrea quant a la gènesi i evolució de les regions.

## Història
Els estudis d'àrea interdisciplinaris es van tornar cada vegada més comuns als Estats Units d'Amèrica i a l'erudició occidental després de la Segona Guerra Mundial. Abans d'aquesta guerra, les universitats estatunidenques comptaven amb només uns pocs professors que ensenyaven o investigaven sobre el món no occidental. Els estudis sobre àrees estrangeres eren pràcticament inexistents. Després de la guerra, tant els liberals com els conservadors estaven preocupats per la capacitat dels Estats Units per a respondre eficaçment a les amenaces externes percebudes de la Unió Soviètica i la Xina en el context de l'emergent Guerra Freda, així com a les seqüeles de la descolonització d'Àfrica i l'Àsia.
En aquest context, la Fundació Ford, la Fundació Rockefeller i la Corporació Carnegie de Nova York van convocar una sèrie de reunions que van produir un ampli consens en el sentit que per a solucionar aquest dèficit de coneixement, els Estats Units ha d'invertir en estudis internacionals. Per tant, els fonaments del camp estan fortament arrelats als Estats Units. Els participants van argumentar que un gran grup de cervells de politòlegs i economistes amb orientació internacional era una prioritat nacional urgent. No obstant això, existia una tensió central entre els quals consideraven que, en lloc d'aplicar models occidentals, els científics socials havien de desenvolupar un coneixement cultural i històricament contextualitzat de les diferents parts del món treballant estretament amb els humanistes, i els que pensaven que els científics socials havien de tractar de desenvolupar teories macro-històriques generals que poguessin establir connexions entre els patrons de canvi i desenvolupament en les diferents geografies. Els primers es van convertir en defensors dels estudis d'àrea i els segons en defensors de la teoria de la modernització.
La Fundació Ford acabaria convertint-se en l'actor dominant en la configuració del programa d'estudis regionals als Estats Units. El 1950, la fundació va establir el prestigiós Programa de Beques d'Àrea a l'Estranger (FAFP, per les seves sigles en anglès: Foreign Area Fellowship Program), el primer concurs nacional a gran escala per a donar suport a la formació als estudis d'àrea als Estats Units. Entre 1953 i 1966 va aportar 270 milions de dòlars a 34 universitats per a estudis d'àrea i també per a estudis lingüístics. També durant aquest període, va aportar milions de dòlars als comitès dirigits conjuntament pel Social Science Research Council i el American Council of Learned Societies per a tallers de desenvolupament de camp, conferències i programes de publicació. Amb el temps, els comitès conjunts SSRC-ACLS es farien càrrec de l'administració de la FAFP.
Altres programes grans i importants van seguir als de Ford. En particular, la Llei d'Educació per a la Defensa Nacional dels Estats Units de 1957, rebatejada com a Llei d'Educació Superior el 1965, va assignar fons per a unes 125 unitats universitàries d'estudis d'àrea conegudes com a programes del Centre Nacional de Recursos en les universitats estatunidenques, així com per a beques d'Estudis d'Àrea i Llengües Estrangeres per a estudiants de grau i beques per a estudiants de postgrau.
Mentrestant, els estudis d'àrea també es van desenvolupar en la Unió Soviètica.

## Camps d'estudi
Els camps específics d'estudi varien d'institució en institució, i de departament en departament, però els més usuals inclouen:
- Estudis africans:
  - Egiptologia
- Estudis asiàtics:
  - Assiriologia
  - Indologia
  - Japonologia
  - Sinologia
  - Turcologia
  - Estudis sobre Àsia Oriental
- Estudis europeus:
  - Cultura clàssica
  - Bizantisme
  - Estudis grecollatins
  - Estudis romànics
  - Estudis hispànics
  - Italianística
  - Estudis cèltics
  - Estudis eslaus
- Estudis americans:
  - Amerindologia
  - Estudis llatinoamericans

Altres camps d'estudi interdisciplinaris com els estudis de la dona (anomenats també estudis de gènere) i els estudis ètnics (com per exemple els estudis sobre mestissos, afroamericans, etc.) no es consideren part dels estudis d'àrea, si bé se solen incloure en les discussions relatives a aquests.

## Institucions
Existeixen institucions d'educació superior que es dediquen exclusivament a estudis d'àrea, com per exemple la londinenca Escola d'Estudis Orientals i Africans o la Tòquio University of Foreign Studies del Japó. A la Universitat d'Oxford, el St Antony's College s'especialitza en estudis d'àrea i inclou una gran quantitat de centres de recerca dedicats a diferents àrees del món.
A Mèxic hi destaquen:
- Programa Universitari d'Estudis sobre Àsia i Àfrica, PUEAA (Mèxic)

- Seminari Permanent d'Estudis Africans (Facultat de Ciències Polítiques i Socials, UNAM).